# هونريوس الأول
هونريوس الأول هو منصر إيطالي انتخب سنة 625 ليصبح بابا وقد حكم بين (27 أكتوبر 625 - 12 أكتوبر 638) وهو البابا رقم 70 في قائمة باباوات الكنيسة الكاثوليكية.
كان تلميذ غريغوري الأول، وقد كرّس جهوده للإرسالية التي سارت إلى انجلترا، وكان النجاح حليفه، وقد تعاطى عملياً وبنشاط في شؤون الدولة الإيطالية، وعمل جاهداً في مجال الهندسة المعمارية في روما. لقّب بقائد الشعب لبراعته في الشؤون الإدارية، وكما فعل غريغوري الأول قد حول قصره في روما إلى دير. وبنى قناة مائية ورمم الكنائس الرومانية وشجع النشاط التنصيري في المملكة المتحدة. كما توصل عن طريق التفاوض إلى سلام مع قبائل اللومبارديين.
ومع أن هونوريوس كان إداريًا من الدرجة الأولى إلا أنه لم يكترث كثيرًا لأهمية وتفاصيل المجادلات الدينية. وحاول هونوريوس أن يحل خلافًا حول طبيعة عيسى عليه السلام. واقترح حلاً عارضه فيه كل الناس في الغرب وفي أماكن كثيرة من الشرق. وفي سنة 681م أي بعد وفاته بـ 43 عامًا، فند مجلس القسطنطينية الثالث آراء هونوريوس.
كان هونريوس الأول على ما يبدو على بينة من صعود الإسلام وينظر إلى معتقدات الدين الجديد على أنها تشبه إلى حد كبير معتقدات أريوس.

## حرمان هونريوس
بعد أكثر من أربعين عاما على وفاة هونريوس الأول، تم حرمانه ولعنه قبل الكنيسة الكاثوليكية نفسها مع القائلين ب المونوثيليتية من قبل مجمع القسطنطينية الثالث في سنة 680, حيث أن الكاثوليكية تعارض المونوثيليتية التي تعني أن للمسيح طبيعتان منفصلتان ومشيئة واحدة. قرار لعن البابا السابق (أناثيما أو الحرمان الكنسي) يقرأ، بعد ذكر رؤؤس المؤمنين بالمونوثيليتية، «ومعهم هونريوس، الذي كان أسقف روما، بعد أن تبعهم في كل شيء».
وعلاوة على ذلك، تنص أعمال الدورة الثالثة عشرة للمجمع، «ومع ما سبق نؤكد طرد هونريوس من كنيسة الله المقدسة وحرمان هونوريوس الذي كان في بعض الأوقات بابا روما القديمة، بسبب ما وجدناه من رسائله المرسلة إلى البطريرك سيرجيوس، ما يؤكدأنه اتبع وجهة نظره وأكد عقائده الهرقطية». تضيف الدورة السادسة عشرة: «إلى ثيئودور من فاران، الزنديق (مهرقط)، اللعنة (أو الحرمان الكنسي)! إلى سرجيوس، الزنديق، اللعنة! إلى كورش، الزنديق، اللعنة! إلى هونوريوس الأول، الزنديق، لعنة! إلى بيروس، الزنديق، اللعنة!»
ومع ذلك، فإن رسالة تأكيد من البابا ليون الثاني للمجلس تفسر للمجمع على أن انتقاد هونوريوس ليس بسبب خطأ في المعتقد، بل "للتصرف الغير الحكيم بالصمت". في رسالة ليو: "نلوم مخترعي الخطأ الجديد، أي ثيئودور، سيرجيوس، وأيضا هونوريوس، الذي لم يحاول تقديس هذه الكنيسة الرسولية بتعليم التقليد الرسولي، بل بخيانة دنيئة سمحت بتلويث صفاء الكنيسة  الموسوعة الكاثوليكية الجديدة تذكر: "في هذا المعنى من ذنب الإهمال فالبابوية صادقت على لعن هونريوس". وقد تحدّى أشخاص مثل سيزار بارونيو وبيلارمين إتهامات البابا هونوريوس التي تقول أنه علم الهرطقة.
كان لهذه اللعنة ضد هونوريوس في وقت لاحق واحدة من الحجج الرئيسية ضد العصمة البابوية في المناقشات المحيطة بالمجمع الفاتيكاني الأول في عام 1870 , فكيف يكون البابا معصوما ثم يطرد ويحرم كنسيا بعد عدة سنوات. حيث لم يكن ينظر من قبل أنصار العصمة على أن هونوريوس قد أدين أو أظهر عقيدة مونوثيليتية لا في رسائله المذكورة ولا في أفعاله لم يعتبر من قبل أنصار العصمة أنه قام بتعليم الهرطقة، ولكن أتهم فقط بالإهمال وحكم متساهل في وقت كانت فيه رسائله وتوجيهاته في وضع يسمح له بقلع البدع من جذورها.